# Hermann Barrelet
Hermann Joseph Barrelet de Ricou (25 de septiembre de 1879-24 de abril de 1964) fue un deportista francés que compitió en remo.
Participó en los Juegos Olímpicos de París 1900, obteniendo una medalla de oro en la prueba de scull individual. Ganó tres medallas de oro en el Campeonato Europeo de Remo entre los años 1901 y 1913.

## Palmarés internacional
| Juegos Olímpicos   | Juegos Olímpicos          | Juegos Olímpicos | Juegos Olímpicos |
| Año                | Lugar                     | Medalla          | Prueba           |
| ------------------ | ------------------------- | ---------------- | ---------------- |
| 1900               | París (Francia)           | Medalla de oro   | Scull individual |
| Campeonato Europeo |                           |                  |                  |
| Año                | Lugar                     | Medalla          | Prueba           |
| 1901               | Zúrich (Suiza)            | Medalla de oro   | Scull individual |
| 1909               | Juvisy-sur-Orge (Francia) | Medalla de oro   | Ocho con timonel |
| 1913               | Gante (Bélgica)           | Medalla de oro   | Doble scull      |